# Parseleni

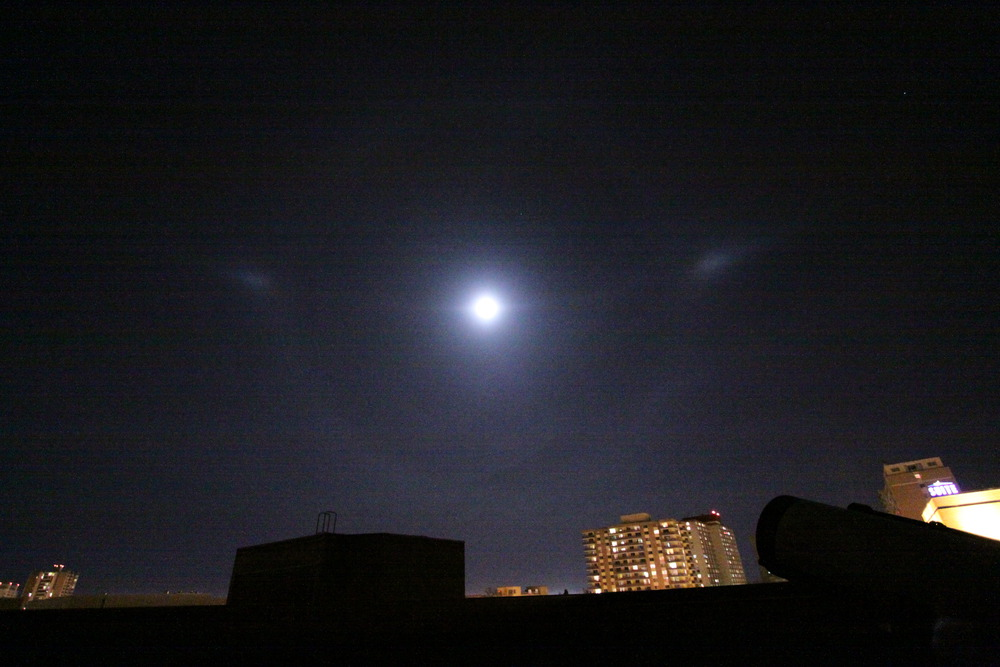
Un halo al voltant de la Lluna i dues paraselenes, vistes des de l'observatori de la Universitat d'Alberta a Edmonton, Canadà

Parseleni o paraselene és cadascun dels dos discs brillants que de vegades es poden observar a cada banda de la Lluna. Aquests discos apareixen a 22° a banda i banda de la Lluna. Per similitud amb el mateix fenomen que té lloc amb el Sol, sovint s'anomena simplement parheli.